# Радослав
Радослав, Родослав — слов'янське двоосновне чоловіче ім'я, що означає «радіти зі слави» або «радити (сприяти) славі».
Наголошується по-різному: РадОслав і РадослАв.
Також існує жіноча форма імені — Радослава, Родослава.

## Відповідності
В інших народів імені Радослав відповідають імена:
- рос. Радослав

## Персоналії
- Радослав Сікорський  — польський політик і державний діяч, політолог і журналіст.
- Радослав Тибор — словацький хокеїст, правий нападник.
- Радослав Горбовий